# Andipatti Jakkampatti
Andipatti Jakkampatti é uma panchayat (vila) no distrito de Theni, no estado indiano de Tamil Nadu.

## Demografia
Segundo o censo de 2001,  Andipatti Jakkampatti  tinha uma população de 22.992 habitantes. Os indivíduos do sexo masculino constituem 51% da população e os do sexo feminino 49%. Andipatti Jakkampatti tem uma taxa de literacia de 74%, superior à média nacional de 59,5%; com 56% para o sexo masculino e 44% para o sexo feminino. 11% da população está abaixo dos 6 anos de idade.